# شیطان (فیلم ۲۰۱۸)
شیطان (به تامیلی: Ratsasan) فیلمی است محصول سال ۲۰۱۸ و به کارگردانی رام کومار است. در این فیلم بازیگرانی همچون ویشنو ویشال و امالا پال ایفای نقش کرده‌اند.